# Annette Vilhelmsen
Annette Lilja Vilhelmsen (født 24. oktober 1959 i Svendborg) er en dansk politiker, der var formand for Socialistisk Folkeparti (SF) fra 2012 til 2014. Hun var erhvervsminister i regeringen Helle Thorning-Schmidt I fra oktober 2012 til august 2013 og derefter socialminister i samme regering indtil februar 2014. Annette Vilhelmsen var medlem af Folketinget for SF valgt i Fyns Storkreds fra 15. september 2011 til 18. juni 2015.
Annette Vilhelmsen blev ved en urafstemning blandt SF's medlemmer 13. oktober 2012 valgt til formand for partiet som afløser for Villy Søvndal, og tre dage senere blev hun udnævnt til erhvervs- og vækstminister efter Ole Sohn. Ved en regeringsrokade 9. august 2013 overtog Henrik Sass Larsen den post, mens Annette Vilhelmsen fortsatte som social-, børne- og integrationsminister efter Karen Hækkerup. Hun stoppede som minister da SF trak sig ud af regeringssamarbejdet med Socialdemokratiet og Radikale Venstre 3. februar 2014.
Annette Vilhelmsen har senere været medlem af DGI's hovedbestyrelse og formand for bedømmelseskomitéen for Årets Landsby under Landdistrikternes Fællesråd.

## Baggrund
Annette Vilhelmsen blev født i Svendborg som datter af selvstændig montør Poul Lilja Petersen og medhjælpende hustru Mimi Petersen. Hun er uddannet kontorassistent fra Svendborg Andels Slagteri i 1979 og uddannet lærer fra Den frie Lærerskole i 1986. Hun har også en cand.pæd. i almen pædagogik fra Danmarks Lærerhøjskole i 2001. Fra 1983 til 1984 arbejdede hun som lærer på Kertemindeegnens Efterskole og fra 1986 til 1987 på Rantzauminde Efterskole. Endvidere har hun været lærer på Faaborgegnens Friskole – Enghaveskolen (1987-1991), VUC Svendborg (1991-1995), Spejderefterskolen (1995-1996) og senest på Seminariet for Kunst og Håndværk (1996-2001) i Kerteminde.
Vilhelmsen har også arbejdet som vidensmedarbejder på Ungdomspædagogisk Viden- og Udviklingscenter i Odense fra 2001 til 2005 og har været selvstændig pædagogisk konsulent i Kerteminde fra 2005 til 2009. Senest har hun været centerleder på Nationalt Videncenter for Frie Skoler i Ollerup fra 2009 til 2011.
Annette Vilhelmsen bor på Thurø ved Svendborg med sin mand, John Vilhelmsen. Ægteparret har to voksne sønner.

## Politisk karriere
Annette Vilhelmsen var fra 2001 til 2011 medlem af Kerteminde Byråd, i løbet af perioden blandt andet 2. viceborgmester og formand for børn- og skoleudvalget, arbejdsmarkedsudvalget og det lokale beskæftigelsesråd. Hun har også været medlem af økonomiudvalget og kulturudvalget samt medlem af løn- og personaleudvalget i Kommunernes Landsforening fra 2009 til 2011.
Hun har været kandidat for Socialistisk Folkeparti i Kertemindekredsen (2004-2006), Odense Vestkredsen (2006-2009) og Svendborgkredsen fra 2009. Hun har fra den 29. oktober til 19. december 2008 midlertidigt folketingsmedlem for Socialistisk Folkeparti i Fyns Storkreds (stedfortræder for Anne Baastrup) og igen fra 14. maj til 18. juni 2009 hvor hun var stedfortræder for Karsten Hønge.
Ved folketingsvalget 15. september 2011 blev hun valgt ind og har efterfølgende fået en række forskellige ordførerskaber – blandt andet som børneordfører, erhvervsordfører og socialordfører.

### Kandidat som formand
Den 7. september 2012 offentliggjorde SF's partiformand Villy Søvndal, at han ville trække sig tilbage som partiformand for partiet, og den 12. september meldte sundhedsminister Astrid Krag sig som kandidat for posten. Vilhelmsen meldte sig også som kandidat for posten den 17. september.
Den 13. oktober 2012 blev hun valgt til formand for SF gennem urafstemning blandt SF's medlemmer ved et partikonvent i København. Annette Vilhelmsen fik 4.793 stemmer, svarende til 66 % af stemmerne. Astrid Krag fik 2.472 stemmer, svarende til 34 . Stemmeprocenten var på 59,4 % 

### Erhvervs- og vækstminister
Den 16. oktober 2012 - tre dage efter valget som formand - blev Vilhemlsen udnævnt til ny Erhvervs- og vækstminister. Hun efterfulgte Ole Sohn, som få dage inden formandsvalget havde meddelt, at han ønskede at stoppe i politik.

### Social-, børne- og integrationsminister
Den 9. august 2013 blev hun udnævnt til ny Social-, børne- og integrationsminister. Hun efterfulgte Karen Hækkerup.

#### Sagen omStemmer på Kanten
Hendes særbehandling af et projekt, der søgte at øge socialt udsattes valgdeltagelse, skabte blæst i hendes tid som minister.
Annette Vilhelmsen havde givet 1 million kroner til Stemmer på Kanten, hvor Lisbeth Zornig Andersen var initiativtager og formand.
I sagen fejlinformerede Vilhelmsen Folketinget. Enhedslistens Finn Sørensen udtalte efter et samråd: "Men i mit hoved er det ikke blevet konstateret, at hun bevidst har givet urigtige oplysninger. Det er blevet konstateret, at der er blevet givet mangelfulde oplysninger".
Enhedslisten havde tidligere væltet Morten Bødskov som minister efter vildledning til Folketinget, men i sagen om Stemmer på Kanten valgte partiet at frede Vilhelmsen.

### SF's udtræden af regeringen
Annette Vilhelmsen trak den 30. januar 2014 Socialistisk Folkeparti ud af regeringen og trådte tilbage fra posten som partiformand.
Det skete efter sagen med DONG Energys salg til Goldman Sachs som havde skabt dyb splittelse i partiet og medført demonstrationer mod salget.
Mandag den 3. februar 2014 overdrog hun så Social-, Børne- og Integrationsministeriet til den radikale Manu Sareen.

### Fra 2017 og frem
I 2017 meldte Annette Vilhelmsen sig ud af SF fordi hun var blevet direktør for Tietgenskolen. I 2024 kom det frem at hun ville stille op for SF til kommunalvalget 2025 i Svendborg Kommune, men hun blev afvist af partiledelsen, da hun forsøgte at genindmelde sig i partiet.